# Mulanjemassief
Het Mulanjemassief, ook bekend als Mount Mulanje, is een bergmassief van het type inselberg in de buurt van de stad Blantyre in Malawi. Het massief stijgt sterk op uit de vlakten van Chiradzulu en bestrijkt een gebied van 22 bij 26 kilometer. De hoogste piek heeft een hoogte van 3.002 meter boven de zeespiegel en stijgt met 2.319 meter uit boven het omringende landschap. In 2025 werd het Mulanjemassief op de Unesco-Werelderfgoedlijst geplaatst.
Het gebergte ligt in het Mulanje Mountain Forest Reserve.